# Benkadi (Banamba)
Benkadi is een gemeente (commune) in de regio Koulikoro in Mali. De gemeente telt 9100 inwoners (2009).
De gemeente bestaat uit de volgende plaatsen:
- Bababougou
- Bégnéni
- Bouala
- Diouladiassa
- Dissan
- Fadiola
- Fanalé
- Karadié
- Niampéla
- Samakélé
- Sanankoro
- Tenimbala
- Tioubougou